# Roth
|  | Per a altres significats, vegeu «Gabrielle Roth». |

Roth bei Nürnberg (pronunciat rǫud) és una ciutat de Baviera capital del districte (Landkreis) de Roth (Alemanya). És a uns 25 km de Nuremberg. Té uns 25.000 habitants. La primera menció documentada és de l'any 1060, però estava habitada abans. Durant l'Edat Mitjana tingué dret d'asil dins dels murs de la ciutat. Aprofitant aquest fet els hugonots francesos s'hi exiliaren i acabaren instal·lant una indústria de filferros que encara existeix actualment.